# Kelly Stream Waterfall
Der Kelly Stream Waterfall ist ein Wasserfall auf der Nordinsel Neuseelands. Er liegt im Lauf des Kelly Stream nördlich des Waitākere Reservoir, eines Stausees im Gebiet von Waitakere City in der Region Auckland. Seine Fallhöhe beträgt etwa 15 Meter. Mit den Waitākere Falls befindet sich ein weiterer Wasserfall in seiner unmittelbaren Umgebung.
Vom Waitākere Reservoir Carpark am Scenic Drive durch die Waitākere Ranges führt ein Wanderweg in etwa einer halben Stunde in westlicher Richtung zur Staumauer und zum Abzweig auf einen weiteren Wanderweg zur Waitakere Tramline. Der Wasserfall wird über diese Bahnstrecke hinweggeleitet. Seit Anfang Mai 2018 sind die Wanderwege in den Waitakere Ranges, und damit auch der Zugang zum Wasserfall, zur Vermeidung der Ausbreitung einer durch Eipilze der Gattung Phytophthora hervorgerufenen Mykose gesperrt, die eine Wurzelfäule beim Neuseeländischen Kauri-Baum verursacht.